# Dasytes subaeneus
Dasytes subaeneus är en skalbaggsart som beskrevs av Carl Johan Schönherr 1817. Dasytes subaeneus ingår i släktet Dasytes, och familjen borstbaggar. Arten har ej påträffats i Sverige.